# Катастрофа Fokker F28 в Тиджикже
Катастрофа Fokker F28 в Тиджикже — крупная авиационная катастрофа, произошедшая в 1 июля 1994 года. Авиалайнер Fokker F28 Fellowship выполнял плановый рейс по маршруту Нуакшот-Тиджикжа но жёстко приземлился в пункте назначения, после чего сошёл с полосы и врезался в скалу. Из находившихся на его борту 93 человек (89 пассажиров и 4 члена экипажа ) погибли 80. Крупнейшая авиационная катастрофа в истории Мавритании и Fokker F28 Fellowship.

## Самолёт
Fokker F28-6000 Fellowship с заводским номером 11092 по имеющимся данным был выпущен 3 июля 1975 года. Его два турбовентиляторных двигателя были модели RB183-555-15H. Относясь к модификации F28-6000, лайнер поначалу демонстрировался как новая модель. 30 июля 1976 года под бортовым номером PH-SIX он был передан голландской Linjeflyg. В апреле 1978 года его переделали в модель F28-4000, после чего 17 апреля передали голландской NLM Cityhopper. 27 апреля 1979 года лайнер был сдан в лизинг ливийской Libyan Arab Airlines, регистрационный номер при этом остался прежним PH-SIX. 26 февраля 1980 года самолёт был сдан в лизинг иранской Pars Air, бортовой номер при этом сменился на EP-PBG. 26 ноября 1981 года под прежним бортовым номером [PH-SIX] лайнер вернулся в Linjeflyg. 15 декабря 1983 года его продали мавританской Air Mauritanie, регистрационный номер при этом сменился на 5T-CLF.

## Катастрофа
Самолёт выполнял внутренний пассажирский рейс MR-625 (по другим данным — MR251) из Нуакшота в Тиджикжу. На его борту находились 4 члена экипажа и 89 пассажиров. Заход на посадку в Тиджикжу выполнялся в условиях пыльной бури. Несколько раз экипаж прерывал заход на посадку и уходил на повторный круг. Во время очередной попытки в 08:20—08:30 (в источниках данные разнятся) самолёт совершил грубую посадку с превышением допустимых вертикальных перегрузок. В результате одна из стоек шасси сломалась, после чего, врезавшись в покрытие полосы, авиалайнер загорелся, а затем вылетел с полосы влево и врезался в скалу. В происшествии выжили только 13 пассажиров. 4 члена экипажа и 76 пассажиров, то есть всего 80 человек, погибли. В настоящее время эта авиационная катастрофа является крупнейшей в истории Мавритании и с участием Fokker F28 Fellowship.